# Città di Wodonga
La città di Wodonga è una Local Government Area che si trova nello Stato di Victoria. Essa si estende su una superficie di 433 chilometri quadrati e ha una popolazione di 35.519 abitanti. La sede del consiglio si trova a Wodonga.